# Ефект Коттона
Ефект Коттона (рос. эффект Коттона, англ. Cotton effect) — явище, яке проявляється максимумом на кривих кругового дихроїзму або в порушенні плавності кривої дисперсії оптичного обертання, що набуває S-подібної форми.
В області абсорбції оптично активного хромофора крива дисперсії оптичного обертання, як правило, міняє знак на обернений, проходячи послідовно через максимум, нуль (при λo) і мінімум, при тому точка мінімуму практично збігається у випадку індивідуального електронного переходу з максимумом кривих УФ спектра та кругового дихроїзму. Для одного й того ж електронного переходу (тобто одного й того ж максимуму в УФ для даної сполуки) він має однаковий знак для дисперсії оптичного обертання і для кругового дихроїзму.
Кількісною мірою його у випадку дисперсії оптичного обертання є амплітуда.
Позитивний ефект Коттона — Ефект Коттона у випадку, коли максимум кривої кругового дихроїзму й низькочастотний екстремум дисперсії оптичного обертання є додатними.
Негативний ефект Коттона — Ефект Коттона у випадку, коли максимум кривої кругового
дихроїзму й низькочастотний екстремум дисперсії оптичного
обертання є від'ємними.